# Nishizuka Sadato
Sadato Nishizuka (sinh ngày 13 tháng 7 năm 1972) là một cầu thủ bóng đá người Nhật Bản.

## Sự nghiệp câu lạc bộ
Sadato Nishizuka đã từng chơi cho Urawa Reds.